# ニコラス・ヘフラー
ニコラス・ヘフラー（Nicolas Höfler 、1990年3月9日 - ）は、西ドイツ・バーデン＝ヴュルテンベルク州ユーバーリンゲン出身のプロサッカー選手。ブンデスリーガ・SCフライブルク所属。ポジションは、ミッドフィールダー。

## 経歴
2005年からSCフライブルクの下部組織で育成され、2010年にトップ昇格。途中FCエルツゲビルゲ・アウエへのレンタルを挟み現在までプレー。